# Лютневий страйк

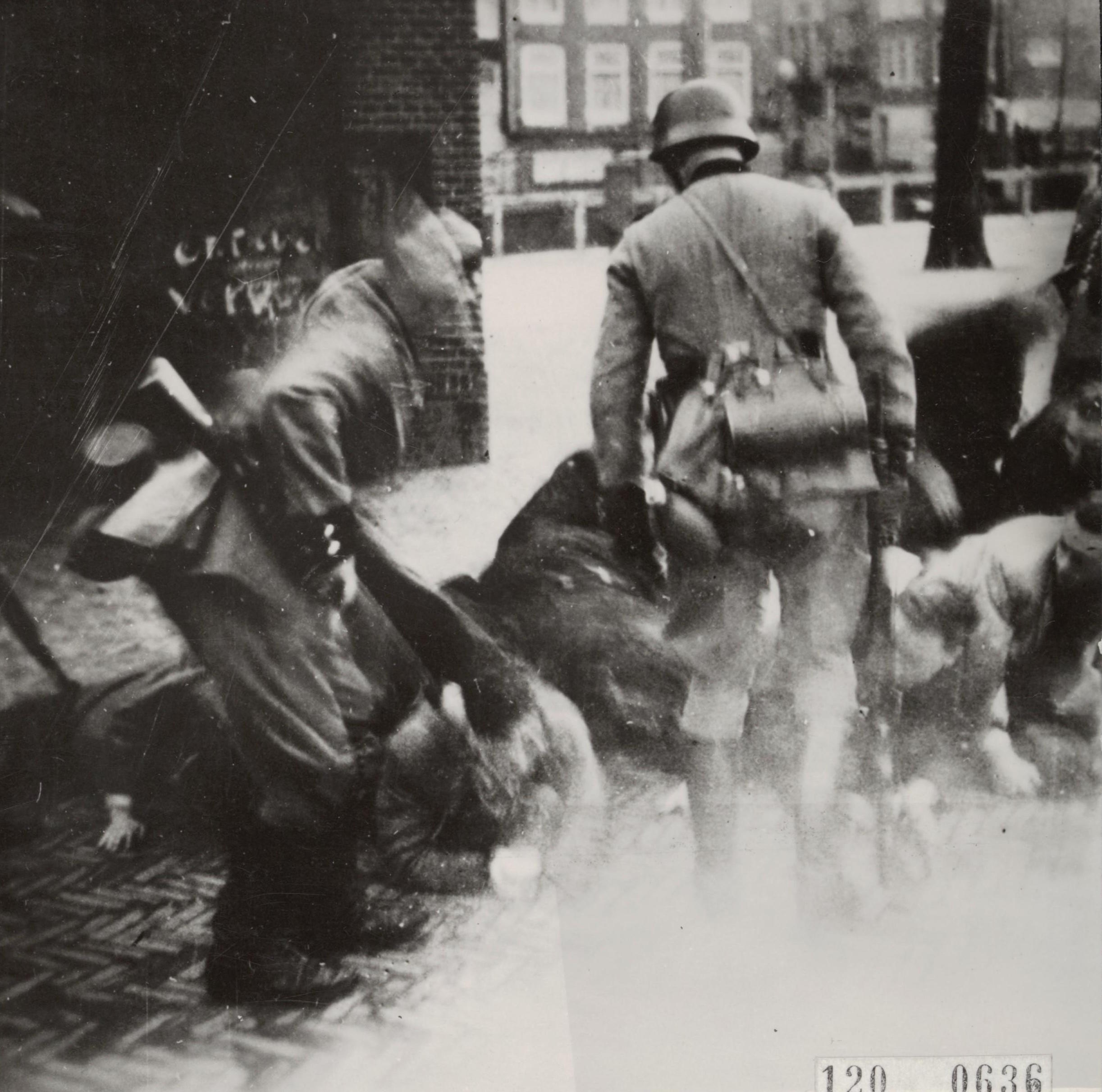
Німецькі солдати під час рейду

Лютневий страйк (нід. Februaristaking) — загальний страйк в окупованих Німеччиною Нідерландах 1941 року під час Другої світової війни. Він був організований забороненою Комуністичною партією Нідерландів на захист переслідуваних нідерландських євреїв та проти антиєврейських заходів і діяльності нацизму в цілому.
Безпосередньою причиною стала серія арештів і погромів, проведених німцями в єврейському районі Амстердама Йоденбурт. Вони почалися 25 лютого 1941 року і тривали два дні. 26 лютого до страйку приєдналося 300 000 амстердамців. Через три дні страйк був жорстоко придушений німцями.
Лютневий страйк вважається першим публічним протестом проти нацистів в окупованій Європі і єдиним масовим протестом проти депортації євреїв, організованим неєвреями

## Передумови та причина
Нідерланди капітулювали перед нацистською Німеччиною у травні 1940 року, а перші антиєврейські заходи — заборона євреям служити в протиповітряній обороні — розпочалися у червні 1940 року. У листопаді 1940 року всіх євреїв усунули з державних посад, включно з університетами, що безпосередньо призвело до студентських протестів у Лейдені та інших містах. Тим часом в Амстердамі зростало відчуття неспокою серед робітників, особливо на верфях Амстердам-Норд, яким загрожувала примусова праця в Німеччині.
В міру зростання напруженості нідерландський нацистський Націонал-соціалістичний рух та його бойовий підрозділ WA (Відділення стійкості, нід. Weerbaarheidsafdeling) вчинили низку провокацій у єврейських кварталах Амстердама. Це призвело до серії вуличних боїв між WA і єврейськими групами самооборони та їхніми прихильниками, а кульмінацією стала битва 11 лютого 1941 року на площі Ватерлоо. Бойовик WA Гендрік Кут був важко поранений і помер від отриманих травм 14 лютого.
12 лютого німецькі солдати за підтримки місцевої поліції оточили та відгородили стару єврейську дільницю від решти міста, встановивши колючий дріт, піднявши мости й встановивши поліцейські пости. Тепер цей район був заборонений для неєвреїв.
19 лютого німецька Поліція порядку увірвалася до кафе-морозива «Коко» на вулиці ван Воустраат в районі міста Амстердам Ріверенбург. У бійці, що почалася, кілька поліцейських були поранені. Помста настала у вихідні 22-23 лютого, коли німці влаштували масштабний погром, під час якого 425 єврейських чоловіків у віці 20-35 років були взяті в заручники й ув'язнені в таборі Камп-Шурл, а потім відправлені до концентраційних таборів Бухенвальд і Маутгаузен, де більшість з них померли впродовж року. З 425 в'язнів вижили лише двоє.

## Страйк

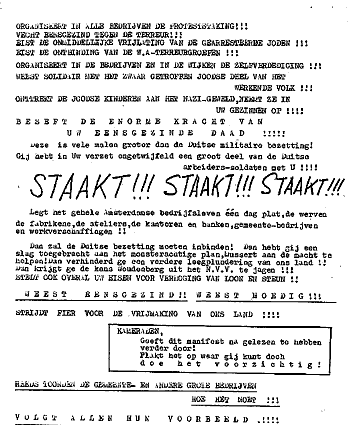
Листівка з закликом до страйку

Після погрому, 24 лютого, на площі Нордермаркт відбувся мітинг просто неба з метою організації страйку на знак протесту проти погрому та примусової праці в Німеччині. Наступного ранку Комуністична партія Нідерландів, яку німці заборонили, надрукувала і розповсюдила заклик до страйку по всьому місту. Першими застрайкували водії трамваїв, за ними — інші міські служби, а також такі компанії, як універмаг De Bijenkorf та школи. Зрештою до страйку приєдналося 300 000 людей, що призвело до зупинки більшої частини міста і застало німців зненацька.
Страйк розростався спонтанно, інші працівники наслідували приклад водіїв трамваїв, і поширився на інші райони, включаючи Занстад і Кеннемерланд на заході; Буссум, Гілверсум і Утрехт на сході; і на півдні.
У відповідь оголосили комендантську годину, а в місто ввели німецький поліцейський батальйон і два полки СС «Тотенкопф». Протести жорстоко придушили, часто зі стріляниною. Чотирьох страйкарів пізніше стратили на розстріл, 22 засудили до тюремного ув'язнення, а місто було зобов'язане виплатити п'ять мільйонів гульденів репарацій.
Придушення було успішним, і більшість страйкарів повернулися на роботу до 27 лютого. Хоча зрештою страйк не досяг успіху, він був важливий тим, що став першою і єдиною широкомасштабною прямою дією проти поводження нацистів з євреями в Європі.
Наступними страйками будуть студентські страйки в листопаді 1941 року і так званий «молочний страйк» у квітні-травні 1943 року, який відкрив період збройного прихованого опору в національному масштабі.
На решті окупованої нацистами території Європи пізніше страйкували греки у квітні 1942 року, данці з літа 1943 року, люксембуржці у серпні 1942 року, бельгійці у травні 1941 року, норвежці у вересні 1941 року та шахтарі Північної Франції у травні-червні 1941 року. Однак лютневий страйк 1941 року в Амстердамі був єдиним страйком проти того, як німці поводилися з євреями в окупованій нацистами Європі.

## Пам'ять

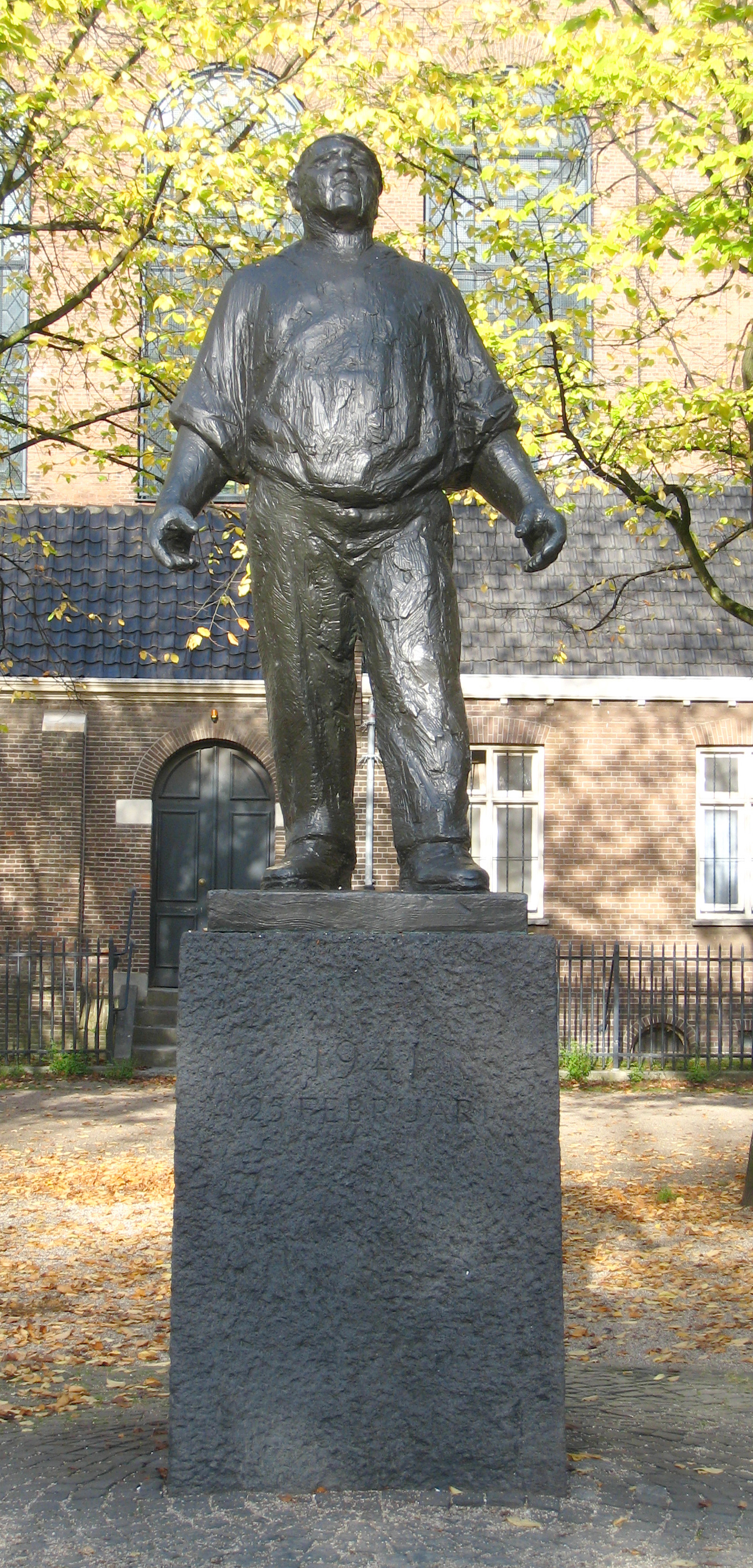
Памятник докеру в Амстердамі

Страйк згадують щороку 25 лютого, проходячи маршем повз пам'ятник докера, створений 1951 року на честь страйку і вперше відкритий у грудні 1952 року. Цей монумент створила нідерландська скульпторка Марі Андріссен. У вшануванні пам'яті беруть участь усі політичні партії, а також міське управління громадського транспорту та організації тих, хто пережив Голокост. Після страйку трьох комуністичних організаторів було розстріляно, а 12 комуністичних організаторів було відправлено до в'язниць у Німеччині, але під час холодної війни комуністи були змушені вшановувати пам'ять про страйк окремо від інших політичних груп.